# 土屋大次郎
土屋 大次郎（つちや だいじろう、1858年1月27日（安政4年12月13日）- 1910年（明治43年）5月12日）は、日本の実業家。政治家、衆議院議員（1期）。旧姓・武川。

## 経歴
相模国足柄下郡岩村（神奈川県足柄下郡岩村を経て現真鶴町岩）で、石工・武川半三郎の二男として生まれる。15歳で石工として岩村の丸山丁場で働き始め、のち親戚の土屋家の養子となり、土屋石店（土屋商店）を設けた。
足柄下郡会議員、同参事会員、神奈川県会議員となる。また、吉浜銀行、帝国石材各(株)取締役、豆相人車鉄道、日本軌道各(株)相談役、熱海鉄道(株)監査役を務める。
長谷川豊吉の辞職に伴い1909年（明治42年）7月に実施された、第10回衆議院議員総選挙神奈川県郡部補欠選挙において立憲政友会所属で当選した。衆議院議員を1期務め、当選から1年もしない1910年5月に死去した。墓所は真鶴町龍門寺。

## 親族
- 二男 金子隆三（大蔵官僚、金子元三郎養子）[8]
- 三男 土屋計左右（実業家）[9]